# Gira Soda Stereo
La Gira Soda Stereo fue la primera gira de conciertos a nivel nacional realizada por la banda de rock argentina Soda Stereo. La gira promocionaba su primer disco Soda Stereo que fue lanzado el 27 de agosto de 1984, la gira comenzó en septiembre de 1984 y terminó en noviembre de 1985.

## Lista de canciones desde 1985
En 1985, en los shows de la gira se empezaron a agregar temas del segundo disco de Soda Stereo: Nada Personal, La siguiente lista de canciones corresponde al show dado en la primera función del teatro astros el 21 de junio de 1985 y no representa la lista de todos los concierto de la gira
1. El Tiempo Es Dinero
2. Afrodisíacos
3. Si No Fuera Por...
4. Danza rota
5. Te hacen falta vitaminas
6. Estoy Azulado
7. Trátame suavemente
8. Ecos
9. Ni Un Segundo
10. Nada Personal
11. Cuando pase el temblor
12. Un misil en mi placard
13. Tele-Ka
14. Mi Novia Tiene Bíceps
15. Dietético
16. ¿Por qué no puedo ser del Jet-Set?
17. Sobredosis de TV

## Fechas
| Fecha                    | Ciudad                 | País       | Lugar                         |
| Sudamérica               | Sudamérica             | Sudamérica | Sudamérica                    |
| ------------------------ | ---------------------- | ---------- | ----------------------------- |
| 7 de septiembre de 1984  | Buenos Aires           | Argentina  | Metró                         |
| 14 de septiembre de 1984 | Buenos Aires           | Argentina  | Metró                         |
| 20 de septiembre de 1984 | Buenos Aires           | Argentina  | La Esquina del Sol            |
| 2 de octubre de 1984     | Buenos Aires           | Argentina  | La Esquina del Sol            |
| 4 de octubre de 1984     | Buenos Aires           | Argentina  | Ponziano                      |
| 2 de noviembre de 1984   | Buenos Aires           | Argentina  | La Esquina del Sol            |
| 3 de noviembre de 1984   | Buenos Aires           | Argentina  | Apocalipsis                   |
| 6 de noviembre de 1984   | Buenos Aires           | Argentina  | La Esquina del Sol            |
| 1 de diciembre de 1984   | Buenos Aires           | Argentina  | Parque Interama               |
| 2 de diciembre de 1984   | Buenos Aires           | Argentina  | Parque Interama               |
| 7 de diciembre de 1984   | Buenos Aires           | Argentina  | Salón Alvear                  |
| 14 de diciembre de 1984  | Buenos Aires           | Argentina  | Teatro Astros                 |
| 21 de diciembre de 1984  | Buenos Aires           | Argentina  | Barco María Sí                |
| 22 de diciembre de 1984  | Buenos Aires           | Argentina  | La Esquina del Sol            |
| 28 de diciembre de 1984  | Buenos Aires           | Argentina  | La Esquina del Sol            |
| 31 de diciembre de 1984  | Buenos Aires           | Argentina  | La Esquina del Sol            |
| 1 de enero de 1985       | Buenos Aires           | Argentina  | La Esquina del Sol            |
| 4 de enero de 1985       | Buenos Aires           | Argentina  | Pub Charolais                 |
| 6 de enero de 1985       | Punta del Este         | Uruguay    | San José                      |
| 7 de enero de 1985       | Punta del Este         | Uruguay    | Zorba                         |
| 9 de enero de 1985       | Punta del Este         | Uruguay    | Zorba                         |
| 12 de enero de 1985      | Buenos Aires           | Argentina  | La Esquina del Sol            |
| 14 de enero de 1985      | Villa Gesell           | Argentina  | La Mar en Coche               |
| 18 de enero de 1985      | Isidro Casanova        | Argentina  | Jesse James                   |
| 19 de enero de 1985      | Buenos Aires           | Argentina  | La Esquina del Sol            |
| 26 de enero de 1985      | Mar del Plata          | Argentina  | Playa Bali                    |
| 27 de enero de 1985      | Miramar                | Argentina  | Casablanca                    |
| 28 de enero de 1985      | Miramar                | Argentina  | Frisco Bay                    |
| 4 de febrero de 1985     | Buenos Aires           | Argentina  | Pub Charolais                 |
| 8 de febrero de 1985     | Olivos                 | Argentina  | Xenón                         |
| 9 de febrero de 1985     | Banfield               | Argentina  | Country Club                  |
| 15 de febrero de 1985    | Villa Gesell           | Argentina  | Vraie                         |
| 16 de febrero de 1985    | Pinamar                | Argentina  | Hotel Arenas                  |
| 17 de febrero de 1985    | Mar del Plata          | Argentina  | Sobremonte                    |
| 18 de febrero de 1985    | Santa Teresita         | Argentina  | Systema                       |
| 22 de febrero de 1985    | Temperley              | Argentina  | Spectro                       |
| 1 de marzo de 1985       | Buenos Aires           | Argentina  | Airport                       |
| 2 de marzo de 1985       | Banfield               | Argentina  | Country Club                  |
| 8 de marzo de 1985       | San Miguel             | Argentina  | Pandemonium                   |
| 9 de marzo de 1985       | Buenos Aires           | Argentina  | La Esquina del Sol            |
| 16 de marzo de 1985      | Quilmes                | Argentina  | Círculo Universitario         |
| 17 de marzo de 1985      | Córdoba                | Argentina  | Estadio Chateau Carreras      |
| 23 de marzo de 1985      | Olivos                 | Argentina  | Xenón                         |
| 29 de marzo de 1985      | Quilmes                | Argentina  | Saloon                        |
| 31 de marzo de 1985      | Buenos Aires           | Argentina  | Strident                      |
| 4 de abril de 1985       | Campana                | Argentina  | Club Dálmine                  |
| 5 de abril de 1985       | Buenos Aires           | Argentina  | Metrópoli                     |
| 6 de abril de 1985       | Berazategui            | Argentina  | Club Libertad                 |
| 12 de abril de 1985      | Buenos Aires           | Argentina  | Bwana                         |
| 13 de abril de 1985      | Buenos Aires           | Argentina  | Stud Free Pub                 |
| 19 de abril de 1985      | Ramos Mejía            | Argentina  | Juan de los Palotes           |
| 20 de abril de 1985      | Burzaco                | Argentina  | Exclusivo                     |
| 27 de abril de 1985      | Quilmes y Buenos Aires | Argentina  | Cuernavaca y Badia y compañía |
| 28 de abril de 1985      | Lanús                  | Argentina  | Kamote Galáctico              |
| 3 de mayo de 1985        | Buenos Aires           | Argentina  | Stud Free Pub                 |
| 4 de mayo de 1985        | Ramos Mejía            | Argentina  | Pinar de Rocha                |
| 10 de mayo de 1985       | La Plata               | Argentina  | Metrópolis                    |
| 11 de mayo de 1985       | Buenos Aires           | Argentina  | Zebra                         |
| 12 de mayo de 1985       | Lanús                  | Argentina  | Club de Bomberos              |
| 17 de mayo de 1985       | Chacras de Coria       | Argentina  | —                             |
| 18 de mayo de 1985       | Lobos                  | Argentina  | Tío Coco                      |
| 19 de mayo de 1985       | Buenos Aires           | Argentina  | Discoteca Starlight           |
| 19 de mayo de 1985       | Quilmes                | Argentina  | Electric Circus               |
| 20 de mayo de 1985       | Lanús                  | Argentina  | Java                          |
| 25 de mayo de 1985       | Buenos Aires           | Argentina  | Discoteca Starlight           |
| 26 de mayo de 1985       | Buenos Aires           | Argentina  | Saint Thomas                  |
| 1 de junio de 1985       | Buenos Aires           | Argentina  | Teatro Broadway               |
| 8 de junio de 1985       | Buenos Aires           | Argentina  | Badia y Compañía              |
| 21 de junio de 1985      | Buenos Aires           | Argentina  | Teatro Astros                 |
| 22 de junio de 1985      | Buenos Aires           | Argentina  | Teatro Astros                 |
| 28 de junio de 1985      | Quilmes                | Argentina  | Club Universitario            |
| 5 de julio de 1985       | Buenos Aires           | Argentina  | Bwana                         |
| 6 de julio de 1985       | Ramos Mejía            | Argentina  | Pinar de Rocha                |
| 8 de julio de 1985       | Temperley              | Argentina  | Spectro                       |
| 12 de julio de 1985      | Buenos Aires           | Argentina  | La Esquina del Sol            |
| 14 de julio de 1985      | Bariloche              | Argentina  | Club Bomberos Voluntarios     |
| 19 de julio de 1985      | Mar del Plata          | Argentina  | Sobremonte                    |
| 19 de julio de 1985      | Mar del Plata          | Argentina  | Entreprise                    |
| 20 de julio de 1985      | Mar del Plata          | Argentina  | Sobremonte                    |
| 26 de julio de 1985      | Lanús                  | Argentina  | Java                          |
| 27 de julio de 1985      | Buenos Aires           | Argentina  | La Esquina del Sol            |
| 2 de agosto de 1985      | Lanús                  | Argentina  | Java                          |
| 3 de agosto de 1985      | Adrogué                | Argentina  | Voodoo                        |
| 6 de agosto de 1985      | Luján de Cuyo          | Argentina  | Al Diablo                     |
| 7 de agosto de 1985      | Godoy Cruz             | Argentina  | Cine CEC                      |
| 10 de agosto de 1985     | Banfield               | Argentina  | Country Club                  |
| 15 de agosto de 1985     | Buenos Aires           | Argentina  | La Esquina del Sol            |
| 20 de agosto de 1985     | Quilmes                | Argentina  | El Salón Cervecero            |
| 21 de agosto de 1985     | Zárate                 | Argentina  | Garage                        |
| 22 de agosto de 1985     | Avellaneda             | Argentina  | Hollywood                     |
| 23 de agosto de 1985     | Florencio Varela       | Argentina  | Quo Vadis Discoteque          |
| 24 de agosto de 1985     | Quilmes                | Argentina  | Summum                        |
| 25 de agosto de 1985     | San Justo              | Argentina  | SKYLAB                        |
| 27 de agosto de 1985     | Buenos Aires           | Argentina  | Saint Thomas                  |
| 28 de agosto de 1985     | Buenos Aires           | Argentina  | San Francisco                 |
| 29 de agosto de 1985     | Buenos Aires           | Argentina  | Saint Thomas                  |
| 30 de agosto de 1985     | Buenos Aires           | Argentina  | Club Unión del Viso           |
| 1 de septiembre de 1985  | Buenos Aires           | Argentina  | Halley Club                   |

## Músicos
Soda Stereo
- Gustavo Cerati – voz principal y coros, guitarra eléctrica
- Zeta Bosio – voz principal y coros, bajos y sintetizador
- Charly Alberti – baterías hibridas (pads electrónicos, rototoms, timbales y cencerro) y caja de ritmos

Músicos invitados
- Fabián Quintiero – sintetizadores
- Gonzalo Palacios – saxofón
- Daniel Melero – sintetizador
- Federico Moura – sintetizador
- Richard Coleman – guitarra electrica y sintetizada